# Igreja de São Francisco de Assis (Belo Horizonte)
O Santuário Arquidiocesano ou Igreja São Francisco de Assis da Pampulha, em Belo Horizonte, Minas Gerais, foi inaugurada em 1943. O projeto arquitetônico da igreja é de Oscar Niemeyer, e o cálculo estrutural do engenheiro Joaquim Cardozo. Foi o último prédio a ser inaugurado do Conjunto Arquitetônico da Pampulha.
É considerada a obra-prima do conjunto. No projeto da capela Oscar Niemeyer faz novos experimentos em concreto armado, abandonando a laje sob pilotis e criando uma abóbada parabólica em concreto, até então só utilizada em hangares. A abóbada na capela da Pampulha seria ao mesmo estrutura e fechamento, eliminando a necessidade de alvenarias. Inicia aquilo que seria a diretriz de toda a sua obra: uma arquitetura onde será preponderante a plasticidade da estrutura de concreto armado, em formas ousadas, inusitadas e marcantes.
As linhas curvas da igreja seduziram artistas e  arquitetos, mas escandalizaram o acanhado ambiente cultural da cidade, de tal forma, que as autoridades eclesiásticas não permitiram, por muitos anos, a consagração da capela devido à sua forma inusitada e ao painel de Portinari onde se vê um cachorro representando um lobo junto à São Francisco de Assis, a igreja permaneceu durante catorze anos proibida ao culto. Aos olhos do arcebispo Dom Antônio dos Santos Cabral a igrejinha era apenas um galpão.
Seu interior abriga a Via Crúcis, constituída por catorze painéis de Cândido Portinari, considerada uma de suas obras mais significativas. Os painéis externos são de Cândido Portinari - painel figurativo e de Paulo Werneck - painel abstrato. Os jardins são assinados por Burle Marx. Alfredo Ceschiatti esculpiu os baixos-relevos em bronze do batistério. Na área externa, é recoberta de pastilhas de cerâmica em tons de azul claro e branco, formando desenhos abstratos. A igrejinha da Pampulha é um dos mais conhecidos "cartões postais" de Belo Horizonte.
A Igreja da Pampulha é tombada pelo Instituto do Patrimônio Histórico e Artístico Nacional (Iphan), pelo Instituto Estadual do Patrimônio Histórico e Artístico de Minas Gerais - Iepha/MG (em 1984) e pela Gerência do Patrimônio Municipal.
Em 4 de outubro de 2021 o arcebispo de Belo Horizonte, Dom Walmor Oliveira de Azevedo elevou, em missa solene, a 'Igrejinha' à categoria de Santuário Arquidiocesano.